# Vasaloppet 1962
Vasaloppet 1962 avgjordes 4 mars 1962, och var den 39:e upplagan av Vasaloppet. Det var tre landslagsåkare som skulle göra upp om segern. Janne Stefansson, Sixten Jernberg, och Assar Rönnlund. Janne Stefansson tog sin första av totalt sju segrar i Vasaloppet. Stefansson stakade från Jernberg på upploppet.

## Resultat
Not: Pl = Placering, Nr = Startnummer, Tid = Sluttid
| Pl. | Nr | Namn             | Klubb/Land | Tid     | Diff    |
| --- | -- | ---------------- | ---------- | ------- | ------- |
| 1   |    | Janne Stefansson | Sälens IF  | 5:07:46 | + 00.00 |
| 2   |    | Sixten Jernberg  | Lima IF    | 5:07:54 | + 00.08 |
| 3   |    | Assar Rönnlund   | IFK Umeå   | 5:11:38 | + 03.50 |
| 4   |    | Lennart Olsson   | Oxbergs IF | 5:13:58 | + 06.12 |
| 5   |    | Sven Jernberg    | Lima IF    | 5:14:02 | + 06.16 |